# Гуцульський говір

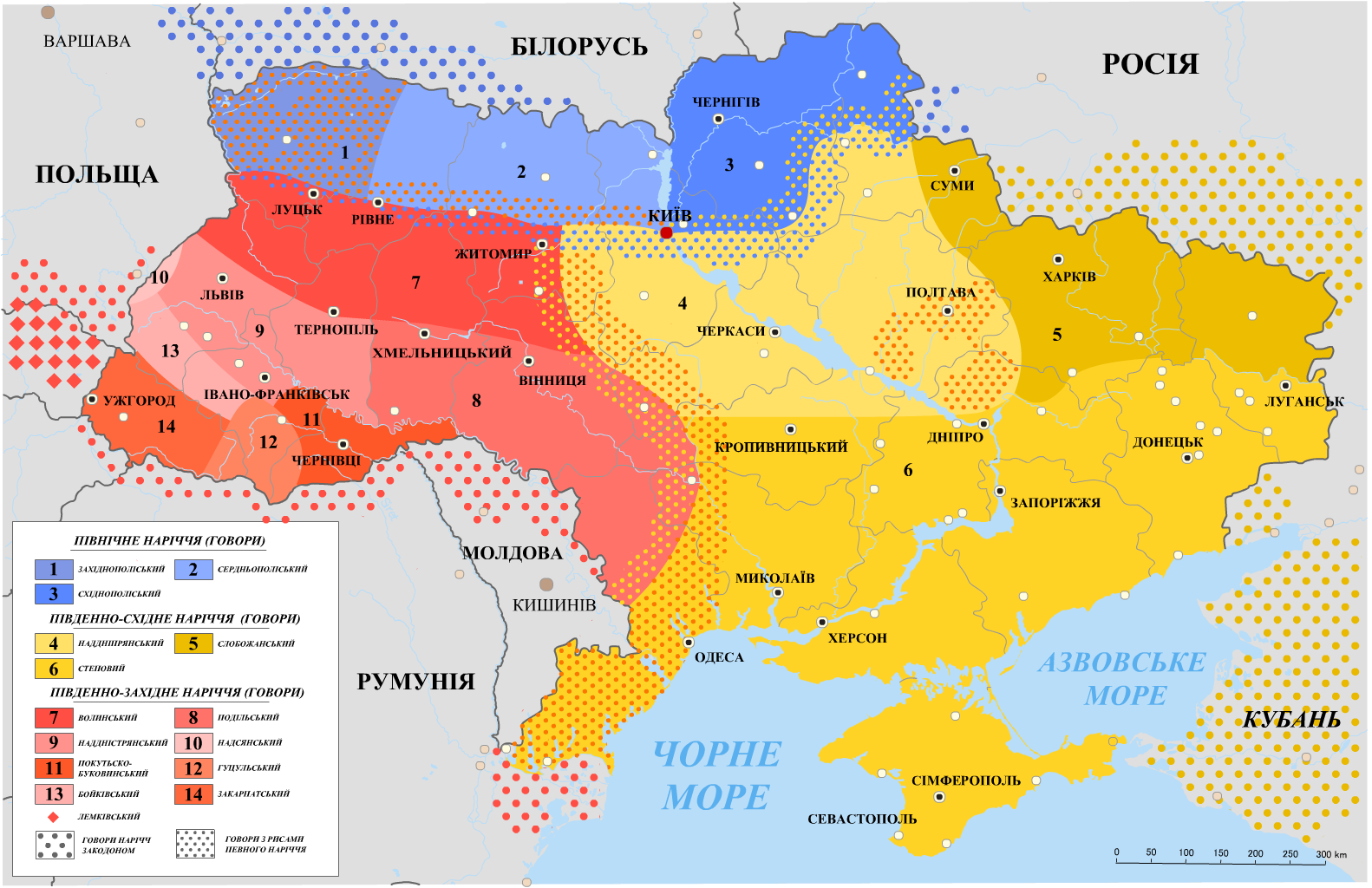
Карта українських наріч і говорів (2005).
Гуцульський говір (12)

Гуцульський говір (східнокарпатський говір) — один з архаїчних говорів галицько-буковинської групи південно-західного наріччя.
Поширений у східній частині Закарпаття (Рахівський район), західній частині Чернівецької області (Вижницький, Путильський райони), південно-західних районах Івано-Франківської області (Верховинський, Коломийський, Косівський і Надвірнянський райони), у північних районах Сучавського повіту Румунії.
Гуцульський говір межує на заході з закарпатським, на півночі — з бойківським і наддністрянським, на сході — з покутсько-буковинським говорами, на півдні — з північнорумунськими говірками. Західну межу гуцульського говору окреслює Карпатський хребет, північно-східна збігається з давньою межею Перемиської землі; східна — невиразна і засвідчує тісний зв'язок гуцульського говору з покутсько-буковинським говором.
Ядро гуцульського говору утворюють говірки верхів'їв річок Прут, Черемош, Пугала.
У складі гуцульського говору виділяється кілька зон з властивими їм ознаками, хоча у важливіших рисах він становить єдність.
Територіально цей говір накладається на етнографічний район Гуцульщину, співвідносний з етнографічною групою українців — гуцулами.

## Поширення й межі

### Межі з наддністрянським говором
Приблизно лінією Надвірна — Коломия наддністрянський діалект межує з гуцульськими говірками. Ю. Гошко, наводячи межу між наддністрянським і гуцульським говорами, продовжує її від Перегінська через Надвірну і далі до Коломиї. Наддністрянський говір від гуцульського відділяється особливостями (першими подаються риси наддністрянського говору, другими — гуцульського):
- голосний звук на місці давнього ятя в іменнику відро: видро — відро і видро[2];
- голосний звук на місці давнього е в іменнику попіл: попіл — попил і попіл;
- форма 1-ї особи однини теперішнього часу дієслів II дієвідміни: хо'джу, буджу, си́джу і сиджу́ — хожу, бужу, си́жу і сижу́;
- форма 1-ї особи множини теперішнього часу дієслів II дієвідміни: ходим, робим і ходимо, робимо — ходимо, робимо;
- вживання слів на позначення:
  - окрайця хліба: окраєц і цілушка — окроєц[3];
  - яструба: ястріб і яструб — половик і яструб[4];
  - вигуків, якими відганяють коней: а-куш — вйо[5];
  - вигуків, якими кличуть овець: бир-бир — тпр-тпр[6];
  - вигуків, якими кличуть свиней: куць-куць і кцьо-кцьо — цонь-цонь і цько-цько[7].

## Фонетика
Гуцульський говір характеризується такими фонетичними рисами:
1) наголошений вокалізм може мати різні структури, найпоширеніші з них:

2) ненаголошений вокалізм має переважно структури:

3) для голосних характерні: 
- є замість а, я (коли наголошене): єк "як", єгода "ягода", єблуко "яблуко", єйце "яйце", єрмарок "ярмарок", телє "теля", шєпка "шапка", кепелюх "капелюх"? мнєта "м'ята", колідник "колядник"; є замість и в деяких словах: єдеш "йдеш", єшли "йшли"
- е або рідше і замість и (коли наголошене): абес "абись", абести "абисьти", жето "жито", вім'ї "вим'я"
- и замість і: Иван "Іван", иду "іду", из "із", зийшла "зійшла"
- и або і замість я: забаривсми-си, най-си "най ся", як сі маєте, він находив сі, я за́бив сі
- у замість ю: суда "сюди", вівцу "вівцю", кішницу
- ві- замість ви- у префіксі: вíтратити, віповíсти
- паралельно з літературним і — також и, ы, у, ÿ на місці етимологічного [о] в нових закритих складах:

вин, вын, вун--‘він’;
виз, вуз--‘віз’;
мист, мÿист — ‘міст’;
- укання відзначається перед складом з голосним високого підняття у, і (хоудíм, гуд’íўл'а, кужýх), зрідка — перед складом з голосним низького

підняття (похувáти, схувáй);
4) для приголосних характерні: 
- ґ замість д: ґівка "дівка", ґєрка "дірка", ґедьо "дідо", ґєкую "дякую", неґіля "неділя", понеґівок "понеділок", сиґів "сидів", поґіла "поділа"
- ть замість к: доньтя "донька"
- д замість ґ: ледінь "леґінь, легінь"
- к замість т перед є, і, іноді в кінці слова: крескєни "християни", кокє "котя", кєшко "тяжко", повікєгати "повитягати", свєкі "святі", кіло "тіло", по свікі "по світу", смеркь "смерть"
- пом'якшені шиплячі: чьо "чо’ чого", нічьо "нічо, нічого", чєлєдь "челядь", шєпка шапка, чєри чари
- пом'якшена р' у різних позиціях: косáр’, вер'х
- ц замість ч і навпаки: ци чи, чибук цибух
- тверді с, ц, з замість пом'якшених: шос, дес, забаривсми-си, най-си, хлóпец, на вýлицу, кр'із;
- нн, н замість дн, тн, лн: перéдний > перéнний, мéлник > мéнник, мéник;

5) у частині гуц. говірок відзначена тенденція до переміщення наголосу на перший склад (пи́ўниц'а, кóмар, дри́жу, нéсу), хоча в цілому гуцульському говору властивий рухомий наголос.

## Морфологія
Для іменників характерні:
- відмінкові флексії дав. і місц. в. мн. іменників -им, -их, які виникли внаслідок діяння фонет. закономірностей гуцульського говору: кон'иéм, пол'иéм, на кон'иéх, на пол'иéх
- іменники основ -а, -ja в ор. в. мають закінчення -оў, -еў: рукóў, землéў;
- активно функціонують форми двоїни у поєднанні з числівниками: два, три, чотири: дві єблуці, три ґ’íўці;
- вищий ступінь порівняння прикметників твориться, як правило, з допомогою частки май: май здорóвий, май крáшчий;
- відсутність епентетичного л’ у формах дієслів 1-ї ос. одн. і 3-ї ос. мн. теперішнього і майбутнього часу (бáв'ю, лóм'ю, люб'є);
- і замість и у називному відмінку множини першої відміни твердої групи і навпаки: ангелі "ангели", Жебівци "Жебівці"
- форми множини типу лісо́ве "ліси", водо́ве "води", госте́ви "гості", особливо поширені в колядках

Для дієслів характерні:
- втрата кінцевого -т у 3-й ос. однини теперішнього часу дієслів II дієвідміни: вони́ хóдє, біжє "ходять, біжать";
- стягнені закінчення -т у 3-й ос. одн. теп. ч. дієслів І дієвідміни: вони́ знат, співáт;
- форма умового способу може творитися поєднанням часток биех, би і форми мин. ч. (носи́ў биех, проси́елие биесмé);
- у майб. ч. дієслова можуть мати форми типу му хоуди́ти і хоуди́ти му, меш роби́ти і роби́ти меш, у мин. ч. — типу сме ходи́ли і ходи́ли сме;
- трапляється творення особових форм дієслів від формально поширених основ інфінітива: їхати > їхаю, їхає, їхають, сміяиутси та ін.

## Лексика
До лексичних гуцулізмів належать:
- Цинíўка — «посудина місткістю у півкварту»,
- Постíў — «леміш у плузі»,
- Усти́гва — «капиця ціпа»,
- Старин’é — «батьки»,
- Покорéнок — «покоління»

та ін.
Різні структурні рівні гуцульського говору відтворено в лінгвістичних атласах:
- АУМ, т. 2. К., 1988; Бернштейн С. Б. [та ін.]. Карпатский диалектологический атлас. М., 1967;
- Общекарпатский диалектологический атлас, в. 1. Кишинев, 1989; в. 3. Варшава, 1991; в. 4. Л., 1993;
- A Lexical Atlas of the Hutsul Dialects of the Ukrainian Language — Edit. J. Riger. Warsaw, 1996;
- частково — Дзендзелівський Й. О. Лінгвістичний атлас українських народних говорів Закарпатської області УРСР. Лексика, ч. 1 — 3. Ужгород, 1958 — 93),
- описах (І. Робчука, Б. Кобилянського, В. Курашкевича, Я. Янува, Я. Рігера та ін.),
- словниках (С. Витвицького, В. Шнайдера, В. Шухевича, В. Коржинського, О. Горбача, «Словникові гуцульських говірок» за ред. Я. Закревської).

Літературно опрацьований гуцульський говір використано у художніх творах Г. Хоткевича («Каміна душе»), О. Манчука («Жиб'ївські новелі»); його риси відбито у творах М. Черемшини, В. Стефаника, М. Влад, С. Пушика.

## Приклад
Коломийка, записана Володимиром Шухевичем:
На високій кічиречці
Потьи вівевало
Йик си тобі, пишна любко,
Туди літувало?
Ой зле тобі в полонинці,
Душко, літувало,
Шо змарніло личко біле,
Не таке, йик давно.
Бо так тими кічирками
Мрачки сі знизили,
Шо сараки-вівчьирики
Вівці розгубили

## Відео
- Українськи діалекти: Гуцульський [Архівовано 10 лютого 2022 у Wayback Machine.]

## Джерело
- Енциклопедія Укр. Мови П. Ю. Гриценко. Київ 2000.
- Володимир Шухевич. Гуцульщина [т.1] (1899), с. 26-28
- Голянич М. І. Мовний портрет села Тюдів. Словник. У 2-х т. – Івано-Франківськ: Лілея-НВ, 2018. - Том І. А−М. – 1000 с.
- Голянич М. І. Мовний портрет села Тюдів. Словник. У 2-х т. – Івано-Франківськ : Лілея-НВ, 2022. - Том ІІ. Н−Я. – 1262 с.
- Короткий словник «Гуцульські говірки», упор. Василь Зеленчук, Галина Гузар, Наталя Хобзей, Уляна Єдлінська, Ярослава Закревська